# USS LST-655
O USS LST-655 foi um navio de guerra norte-americano da classe LST que operou durante a Segunda Guerra Mundial.